# Тотальна автоматизація. Як комп'ютерні алгоритми змінюють світ
Тотальна автоматизація. Як комп'ютерні алгоритми змінюють світ (англ. Automate This: How Algorithms Took Over Our Markets, Our Jobs, and the World by Christopher Steiner) — книга Крістофера Стайнера, автора бестселера New York Times «$20 Per Gallon». Вперше вийшла 2012 року у видавництві Penguin Group. 2018 року перекладена українською мовою видавництвом «Наш формат» (перекладач — Олександр Лотоцький).

## Огляд книги
Раніше, щоб діагностувати хворобу, тлумачити юридичні документи, проаналізувати зовнішню політику держави або написати статтю в газету необхідно було звернутись до висококваліфікованого фахівця. Сьогодні ж завдання вищої складності з легкістю вирішуються завдяки алгоритмам. Розвиток програмування та людська логіка призвели до створення «ботів», але тепер їхня охопленість вийшла далеко за очікувані межі.
К.Стайнер в своїй книзі розповідає звідки з'явились алгоритми та чому революція ботів проникла вже майже в усі аспекти нашого життя. Автор висловлює можливості та водночас застереження щодо стрімкого поширення алгоритмів у світі, а також переваги та недоліки соціального впливу автоматизації (наприклад, вплив на рівень зайнятості населення).
Стайнер розпочав вивчення алгоритмів ще у 1980-х роках з Wall Street.
В книжці він наводить приклади застосування алгоритмів в різноманітних галузях, навіть в музиці. До прикладу, історія Pandora Radio та використання ними алгоритмів для ідентифікації музики навіює певні побоювання, що такий підхід з часом може призвести до гомогенізації музики. Автор описує алгоритми, створені eLoyalty на основі аналізу 2 мільйонів різновидів мовлення, що тепер дає їм змогу визначити характеристики особистості клієнта та, відповідно, з'єднати з відповідним фахівцем.
В сучасному світі вже існують боти, які керують машинами, пишуть хоку, слухають телефонні звернення клієнтів та прогнозують дії Ірану в разі виникнення ядерного протистояння.
Звісно, взаємодія людини та машин здатна полегшити наше життя. Та чи усвідомлюємо ми цілком яким буде світ, коли роботи почнуть контролювати наші лікарні, інфраструктуру та навіть національну безпеку? Чи варто інвестувати в фондовий ринок, що перебуває під контролем високошвидкісних ботів? І якою, в такій ситуації, буде роль лікарів, юристів, письменників, водіїв та представників багатьох інших професій?

## Переклад укр.
- Стайнер, Крістофер. Тотальна автоматизація. Як комп'ютерні алгоритми змінюють світ / пер. Олександр Лотоцький. К.: Наш Формат, 2018. — 280 с. — ISBN 978-617-7552-45-0